# Finnisches Freiwilligen-Bataillon der Waffen-SS

Truppenfahne der Finnischen Legion

Im Mai 1941 wurde ein Finnisches Freiwilligen-Bataillon der Waffen-SS, das im Rahmen der 5. SS-Panzer-Division „Wiking“ am Deutsch-Sowjetischen Krieg teilnahm, aufgestellt. Unmittelbar nach dem deutschen Überfall auf die Sowjetunion begann Finnland den Fortsetzungskrieg, um die zuvor im Winterkrieg verlorenen Gebiete Kareliens zurückzuerobern. Bis Herbst 1944 stand die finnische Armee in einem langgezogenen Frontabschnitt beträchtlichen sowjetischen Kräften gegenüber. Dafür wurde das Bataillon nach Ablauf der vereinbarten zweijährigen Vertragsdauer der Freiwilligen im Mai 1943 von der finnischen Regierung benötigt und zurückberufen. Insgesamt dienten zwischen 1941 und 1943 mehr als 1500 finnische Freiwillige in der Waffen-SS. Einzelne finnische Freiwillige setzten ihren Einsatz auch nach dem Rückruf vom Mai 1943 in der 11. SS-Freiwilligen-Panzergrenadier-Division „Nordland“ fort.

## Ursprung und Hintergrund

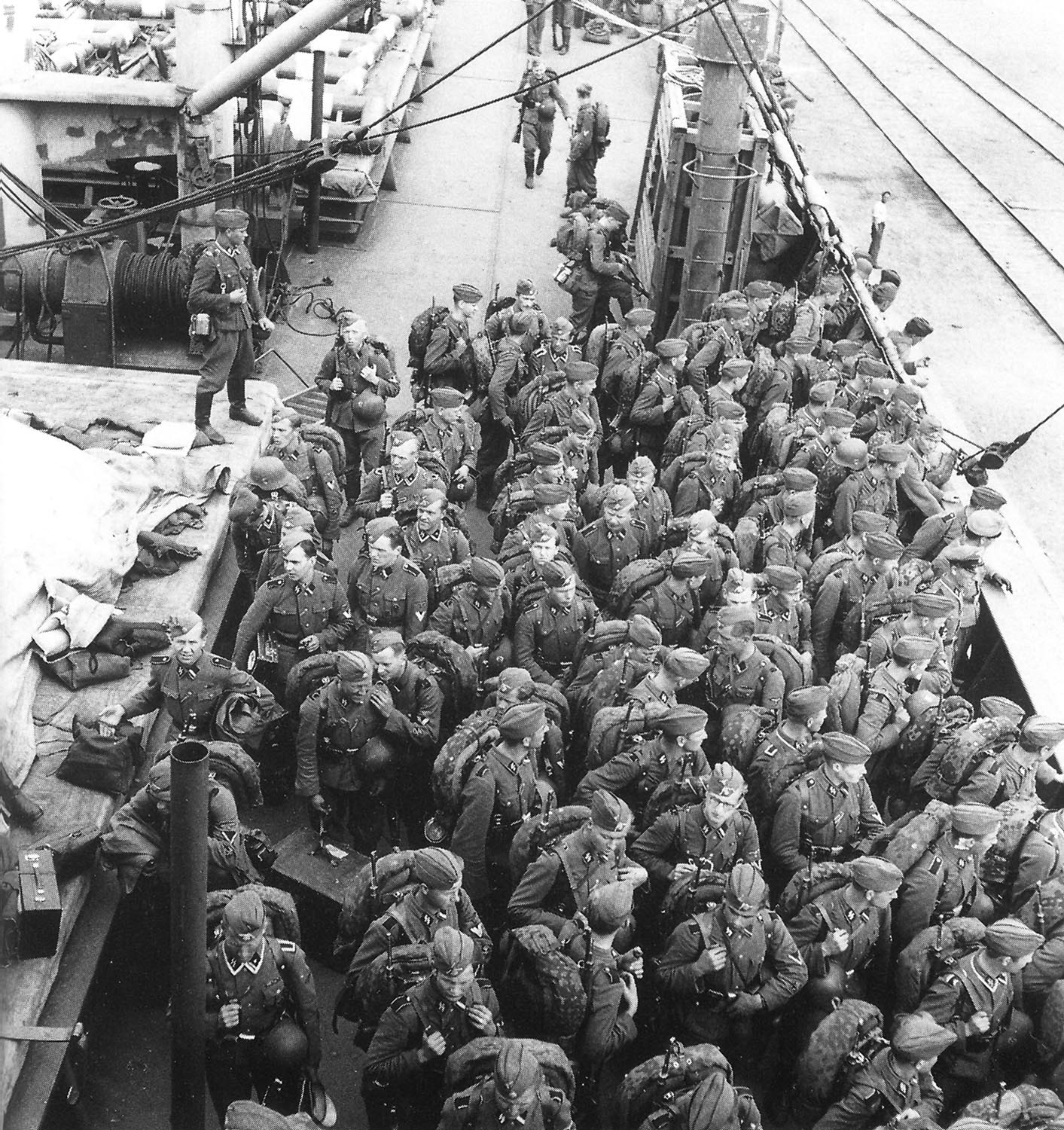
Angehörige des Finnischen Freiwilligen-Bataillons

Die finnische Regierung erlaubte nach langen Verhandlungen im Frühjahr 1941 die Rekrutierung finnischer Staatsangehöriger in die Waffen-SS. Eine erste Gruppe von 116 Freiwilligen, die überwiegend bereits im Winterkrieg 1939/1940 gegen die Sowjetunion gekämpft hatten, kam im Mai 1941 nach Deutschland und bildete den Kern des Finnischen Freiwilligen-Bataillons Nordost. Bis zum Krieg gegen die Sowjetunion am 22. Juni 1941 wuchs die Stärke des Bataillons auf über 400 Mann an, die zur SS-Division Wiking gehörten. Weitere Rekrutierung in der zweiten Jahreshälfte ließ die Zahl der Finnen in der Waffen-SS auf über 1100 Mann steigen. Am 15. Oktober 1941, einen Monat nachdem das Bataillon in „Finnisches Freiwilligen-Bataillon der Waffen-SS“ umbenannt worden war, erhielt die Einheit ihre Truppenfahne.
Die Zusammenarbeit mit der finnischen Regierung ermöglichte nicht nur, dass der Dienst im Freiwilligen-Bataillon in Finnland als Wehrdienst angerechnet wurde, sondern auch den Einsatz aktiver Soldaten und Offiziere der finnischen Armee. Da ursprünglich die Bildung eines motorisierten Infanterie-Regiments, das im Gegensatz zu anderen Freiwilligeneinheiten der Waffen-SS ausschließlich von Finnen kommandiert werden sollte, vorgesehen war, lag die Zahl der Offiziere und Unteroffiziere deutlich über dem für ein Bataillon erforderlichen Maß.
Um die gemeinsame Waffenbrüderschaft zu festigen, wurde das Bataillon in die Tradition des Königlich Preußischen Jäger-Bataillons Nr. 27 gestellt, das 1916 für den Kampf gegen Russland aus Finnen aufgestellt worden war und 1918 den Kern der finnischen Armee gebildet hatte.

## Einsatz
Das Finnische Freiwilligen-Bataillon erreichte im Januar 1942 die Front in der Ukraine im Bereich der Heeresgruppe Süd, wo es bei der SS-Division Wiking als viertes Bataillon dem SS-Regiment „Nordland“ zugeteilt wurde. Mit der Wiking-Division nahm das Bataillon am Unternehmen Blau, dem Vorstoß auf Stalingrad und nach den Erdölgebieten im Kaukasus teil.

## Verluste und Verbleib
Die Zahl der gefallenen finnischen Freiwilligen wird mit 256 angegeben, wobei die Freiwilligen, die nach 1943 weiter in der Waffen-SS dienten, nicht berücksichtigt wurden.
Die Überlebenden verließen die Front im Mai 1943 in Richtung Auerbach/Grafenwöhr (Bayern), wo das Regiment Nordland aufgelöst wurde. Die Abschiedszeremonie des Finnischen Freiwilligen-Bataillons fand am 23. Mai 1943 in Ruhpolding statt. Die Heimkehrer erreichten Hanko (Finnland) am 2. Juni 1943 und wurden nach der endgültigen Auflösung ihres Bataillons (11. Juli 1943) wieder in die finnische Armee eingegliedert.
Als letzter finnischer SS-Mann mit Eisernem Kreuz starb SS-Rottenführer Veikko Kasslin am 19. November 2021. Zu diesem Zeitpunkt lebten noch zwei finnische SS-Freiwillige.